# 보세주르 요새 전투
보세주르 요새 전투(Battle of Fort Beauséjour, 프랑스어: Bataille de Fort Beauséjour)는 프렌치 인디언 전쟁 중에 발발한 전투이다. 시그넥토 지협이 전장이 되었고, 르 루트르 신부 전쟁(en:Father Le Loutre's War)이 막을 내렸다. 프렌치 인디언 전쟁의 전투에서 영국이 노바스코샤 전역의 아카디아에서 공세로 전환했고, 결국은 프랑스의 북아메리카 지배에 종지부를 찍게 된다. 또한 이 전투는 대서양 연안 지역의 식민지의 모습을 일신할 수 있게 했고, 현재 뉴브런즈윅의 토대를 마련했다.
1755년 6월 3일에 전투가 시작되었다. 로버트 멍크튼 중령이 이끄는 영국 육군은 로렌스 요새 근방에 진을 치고, 보세주르 근처에서 프랑스 수비대가 보호하고 있는 작은 보세주르 요새를 포위했다. 이것은 시그넥토 지협을 영국의 통제하에 두기 위함이었다. 지협의 통제는 프랑스에게는 대단히 중요했다. 바다가 얼어붙는 겨울에는 이곳이 퀘벡과 루이스버그 사이에 유일한 관문이었기 때문이다. 2주 간 포위를 한 뒤, 요새 사령관 베르고르는 6월 16일 요새를 내주게 된다.

## 배경
아카디아 영토에 관한 영국과 프랑스의 긴장 관계는 17세기에 프랑스가 뉴잉글랜드의 청교도들과 이웃으로 만드는 아카디아 식민지를 설립했을 때로 거슬러 올라간다. 긴장의 주원인 중 하나는 특히 1710년 아카디아 정복 이후부터 시작된 관할권의 문제였다. 오늘 날 노바스코샤는 영국이 관할하는 지역이지만, 당시의 시그넥토 지협은 영국과 프랑스 양측 모두 영유권을 주장하고 있었다.

## 개요
보세주르 요새를 기습하여, 영국은 북미에서 더 큰 주도권을 잡게 되었다. 이 시기 육상에서 프랑스의 요새에 세 방면에서 공격이 이루어졌다. 오하이오 분지의 뒤켄 요새, 샹플랭 호수에서 리슐리외 강 유역 지역, 그리고 세 번째 공격이 보세주르 요새였다.

### 전투

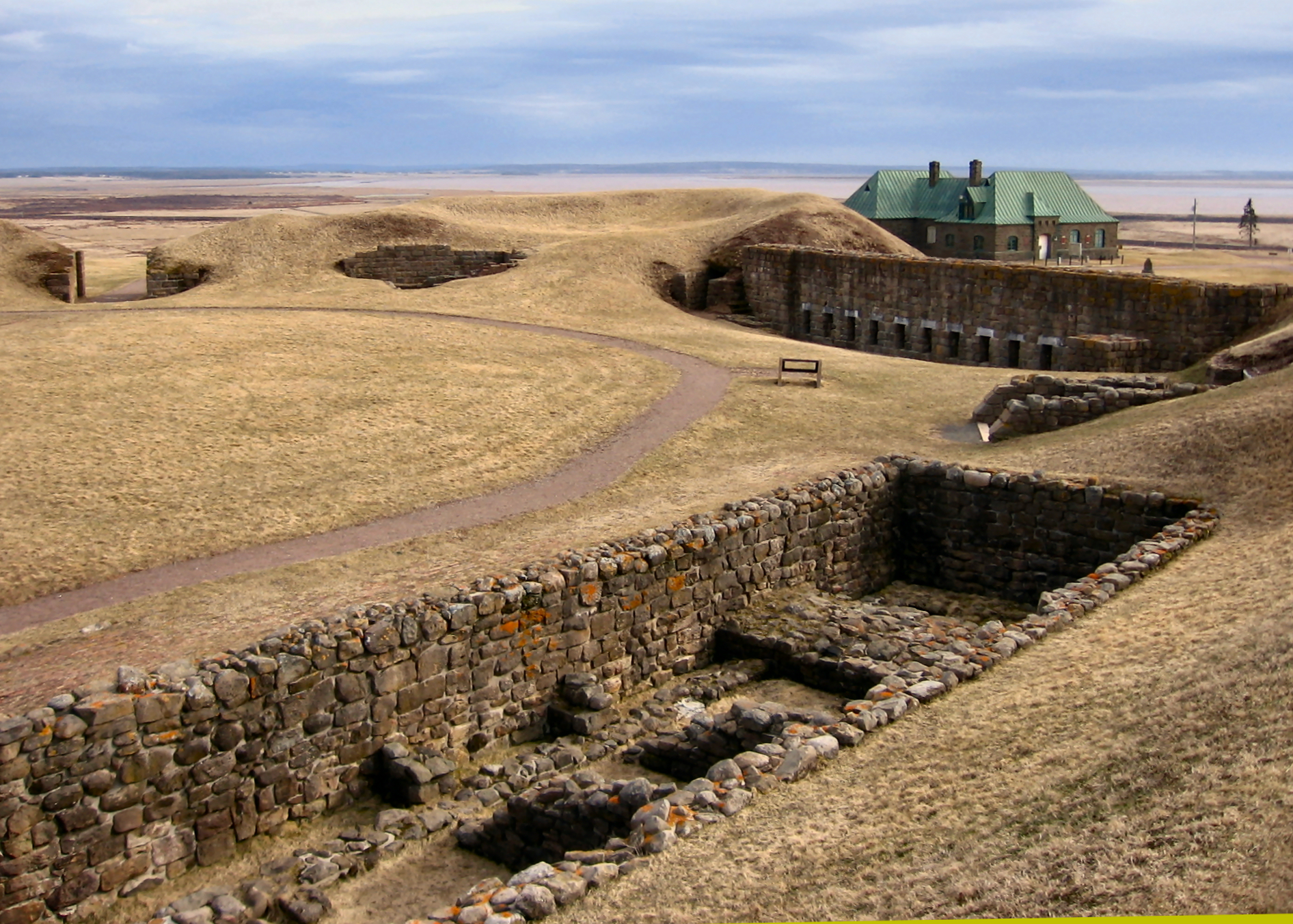
보세주르 요새의 정경, 앞으로 장교 숙사의 흔적이 보인다

1755년 6월 2일, 영국 육군 중령 로버트 멍크튼은 영국 육군 병사 270명(제43 보병연대)과 뉴잉글랜드 식민지의 민병대 2,000명을 실은 31척의 수송함 3척의 군함과 함께 컴벌랜드 계곡에 들어갔다. 미사가쉬 강 하구에 닻을 내리고, 영국 병사는 적의 방해를 전혀 받지 않고 상륙했다. 인근 (동쪽으로 3km 위치) 로렌스 요새의 교역 장소를 중간 영역으로 오락 리지(Aulac Ridge) 정상으로 진군했다. 프랑스군 지휘관인 베르고르 후작은 이들을 대비하여 165명의 주둔병을 보강하기 위해 즉시 아카디아 민병대와 프랑스와 연합한 인디언 부족을 소집했다. 또한 아카디아의 건물에 불을 붙이고, 영국군의 약탈을 저지하기 위해 루이부르(루이스버그)와 세인트존 강 요새에 지원군을 보냈다.
6월 13일, 영국군은 보세주르에 충분히 접근하여, 멍크튼은 프랑스가 보유한 대포보다 우수한 13인치 대포로 포격을 시작했다. 주둔군 지휘관이었던 베르고르는 2주 동안 공성전에 잘 견뎌냈지만, 인원수가 월등한 영국군에게 소수의 프랑스군은 현실적으로 속수무책이었다. 프랑스인 성직자의 장 루이 르 루트르도 이 전투 중에 영국과 싸우기 위해 군에 합류했다.
6월 16일, 영국의 대포가 요새의 벽을 파괴하고 주둔군에게 상당한 손실을 입혔다. 이 전투에서 기록된 전사자는 영국군이 4명, 프랑스와 그 동맹군이 8명이었으며, 부상자는 영국이 16명, 프랑스와 동맹군은 6명이었다. 베르고르는 항복을 했고, 그 다음날 영국군은 보세주르 요새에 이어 가스페로 요새(Fort Gaspereau)도 손에 넣었다. 이후 르 루트르는 포로로 잡혀 8년간 옥중 생활을 했다. 아카디아 군 지도자 조셉 브로사드는 여전히 싸움을 계속했다.

## 결과 및 영향
보세주르 요새의 함락은 대영 제국과 노바스코샤의 아카디아 주민들 사이의 관계에서 결정적인 요인이었다. 수십 년 동안 영국은 아카디아 주민들로부터 충성 서약을 얻기 위해 노력하고 있었다. 그들은 ‘1730년 협약’으로 이후 벌어질 모든 영국 - 프랑스 충돌로부터 중립성을 확보했다고 주장했다. 프랑스어를 하는 동료 주민들 중에서 반란을 선동하는 프랑스인 식민지 주민의 반복된 시도와 결합된 이런 식의 거부는 찰스 로렌스 주지사와 같은 영국 관리들에게 점점 내부로부터의 공격을 경계하게 했다.
보세주르 요새 전투는 군사적으로, 정치적으로 모두 아카디아 주민들의 운명을 봉인했다. 요새의 함락으로 프랑스계 가톨릭 교도들은 본토로 가는 유일한 육상 탈출로를 상실했다. 로렌스에게 무장도 해제를 당했기 때문에, 식민지 주민들은 영국인 권력자들의 자비에 맡겨져야 했다. 반면, 영국군들은 몇몇 아카디아 주민들이 보세주르 방어전에 참여한 것을 알게 되었다. 로렌스는 중립성을 위반한 아카디아 주민들에 대한 증거가 충분했기 때문에 그와 위원회는 ‘곪아터진 아카디아 문제’를 단호하게 해결하기로 결정했다. 1755년 7월 31일, 그는 식민지에서 아카디아 주민들을 강제로 퇴거시키라는 명령을 내렸다.
역사학자들은 보세주르를 취하기 이전의 아카디아에 대한 제국의 계획에 대해 논쟁을 이어왔다. 아카디아 주민들은 충성 맹세를 거부하면서 영국의 개신교 주류에 동화되는 것을 오랫동안 저항해 온 것이었다. 로렌스의 편지는 1754년 경의 아카디아 주민들에 대한 적대감을 드러냈다. 그런 관점에서 그는 매사추세츠 주지사 윌리엄 숴레이와 함께 영국군 대대를 노바스코샤에 투입할 계획을 하고 있었던 것이다. 이전의 많은 주지사들과 마찬가지로 로렌스와 숴레이는 아카디아 주민을 퇴거시킬 가능성에 대해 종종 논의했지만 1755년 이전에는 그러한 조치를 위한 수단이 없었다. 같은 해 에드워드 브래독 장군의 굴욕적인 패배가 아니었다면, 로렌스는 아카디아를 넘어서서 영국 통제를 확장시켜 대량 추방의 필요성을 제기했을 것이었다.
영국군은 보세주르 요새를 컴벌랜드 요새로 개명했다. 그곳은 아카디아 주민을 신속하게 추방하는 주요 허브가 되었지만, 7년 전쟁의 나머지 기간 동안 거의 군사 활동을 하지 못했다. 요새는 미국 독립 전쟁 동안인 1776년 컴벌랜드 요새 전투에서 다른 포위 공격을 당했다.
토지와 재산을 몰수당하고 추방된 아카디아 주민들은 현재 캐나다 동부에서 미국까지 지역에 아카디아 정착촌을 세웠다. 아카디아 주민들은 13개 식민지와 누벨프랑스에 흩어졌으며, 아카디안이라는 주민이라는 단어는 후에 루이지애나에서 사투리, 케이준이라는 단어가 되었다.

## 참고 문헌
- Brasseaux, Carl (1991). 《"Scattered to the Wind": Dispersal and Wanderings of the Acadians, 1775–1809》. Lafayette: The Center for Louisiana Studies.
- Faragher, John Mack (2005). 《A Great and Noble Scheme》. 뉴욕: W. W. Norton & Company.
- Fiedmont, Jacau; Webster, Alice; Webster, John C. (1936). 《The Siege of Beauséjour in 1755: a Journal of the Attack on Beauséjour》. Saint John: Publications of the New Brunswick Museum.
- Graham, Dominick (1968). “The planning of the Beauséjour operation and the approaches to war in 1755”. 《The New England Quarterly》 41 (4): 551–566. JSTOR 363912.
- Grenier, John (2008). 《The Far Reaches of Empire. War in Nova Scotia, 1710–1760》. Norman, OK: 오클라호마 대학교 출판부. 154–155쪽.
- Griffiths, N. E. S. (1969). 《The Acadian Deportation: Deliberate Perfidy or Cruel Necessity?》. 토론토: The Copp Clark Publishing Company.
- Hand, Chris M. (2004). 《The Siege of Fort Beausejour 1755》. Fredericton: Goose Lane Editions/New Brunswick Military Heritage Project. ISBN 0-86492-377-5.
- Hodson, Christopher (2010). “Exile on Spruce Street: an Acadian history”. 《William and Mary Quarterly》 67 (2): 249–278. doi:10.5309/willmaryquar.67.2.249.
- Hodson, Christopher (2012). 《The Acadian Diaspora: an Eighteenth-Century History》. 뉴욕: 옥스포드 대학교 출판부.
- Patterson, Stephen E. (1994). 〈1744–1763: Colonial Wars and Aboriginal Peoples〉.   Phillip Buckner & John Reid. 《The Atlantic Region to Conderation: a History》. 토론토: 토론토 대학교 출판부. 125–155쪽. ISBN 9780864923738.
- Sarty, Roger Flynn; Knight, Doug (2003). 《Saint John Fortifications, 1630–1956》. Goose Lane Editions.
- Trichoche, Georges Nestler (1938). “Un des derniers épisodes de la lutte franco-anglaise au Canada el siège de Fort Beauséjour en 1755”. 《Revue Historique》 182.